# Egon Römisch
Egon Römisch (* 24. August 1909 in Frankfurt am Main; † 17. Dezember 1976 in Heidelberg) war ein deutscher Altphilologe, der besonders auf dem Gebiet der Fachdidaktik der alten Sprachen tätig war.

## Leben
Egon Römisch, der Sohn des Architekten Michael Römisch, studierte Klassische Philologie und Germanistik an der Johann Wolfgang Goethe-Universität Frankfurt am Main, der Ruprecht-Karls-Universität Heidelberg und der Georg-August-Universität Göttingen. 1933 wurde er in Heidelberg zum Dr. phil. promoviert; seine Dissertation zur älteren griechischen Elegie hatte Otto Regenbogen betreut. Nach dem Studium arbeitete Römisch als Gymnasiallehrer in Frankfurt am Main. 1941 stellte ihn die Deutsche Akademie (1925) als Lektor in Wraza (Bulgarien) an. 1943 wurde Römisch zum Heer (Wehrmacht) eingezogen und diente im Zweiten Weltkrieg.
Nach Kriegsende arbeitete Römisch am Studienseminar in Heidelberg, das er mit dem Titel Oberstudiendirektor bis zu seinem Eintritt in den Ruhestand 1972 leitete. Am Studienseminar betreute er unter anderem die Referendare der Fächer Latein und Griechisch. Neben dieser Arbeit war Römisch bis 1955 als Lehrbeauftragter am Philologischen Seminar der Universität Heidelberg tätig. Er veröffentlichte Schulausgaben griechischer und lateinischer Autoren sowie Monografien und Aufsätze zur Fachdidaktik des altsprachlichen Unterrichts. Zusammen mit Severin Heß und Helmut Vester gab die didaktische Reihe der Heidelberger Texte heraus. 1970 ernannte ihn die Universität Heidelberg zum Honorarprofessor für Fachdidaktik der lateinischen und griechischen Sprache und Literatur.
Egon Römisch war mit der Klassischen Philologin Liselotte Eckardt verheiratet, die im Dezember 1934 in Heidelberg (ebenfalls bei Otto Regenbogen) mit der Dissertation Exkurse und Ekphraseis bei Lucan (veröffentlicht 1936) zum Dr. phil. promoviert worden war. Er starb am 17. Dezember 1976 in Heidelberg.

## Schriften
- Studien zur älteren griechischen Elegie. Heidelberg 1933 (Dissertation)
- Vergils vierte Ekloge im Unterricht. Heidelberg 1970
- Metamorphosen Ovids im Unterricht. Heidelberg 1976
- Zwei Horazoden. Interpretation von c. 3,9 und c. 1,10 für den Unterricht. Heidelberg 1979

Herausgeberschaft
- Griechisch in der Schule. Didaktik, Plan und Deutung. Frankfurt am Main 1972
- Lernziel und Lektüre. Unterrichtsprojekte im Fach Latein. Stuttgart 1974

Schulausgaben
- Xenophon: Anabasis. Auswahl. Mit Einleitung und erklärendem Namenverzeichnis. Heidelberg 1949
- Marcus Tullius Cicero. Auswahl aus den Reden. Teil A: Text. Frankfurt am Main 1952. 2., durchgesehene Auflage 1958. 3. Auflage 1960. 4. Auflage 1962. 5. Auflage 1965. 6. Auflage 1968. 7. Auflage 1971
- Marcus Tullius Cicero. Auswahl aus den Reden. Teil B: Erläuterungen. Frankfurt am Main 1953. 2., durchgesehene Auflage 1959. 3., durchgesehene Auflage 1962. 4. Auflage 1965. 5. Auflage 1968
- Marcus Tullius Cicero. Auswahl aus De re publica und anderen philosophischen Schriften. Teil A: Text. Frankfurt am Main 1954. 2. Auflage 1956. 3. Auflage 1958. 4. Auflage 1960. 5. Auflage 1961. 6. Auflage 1963. 7., durchgesehene Auflage 1966. 8., durchgesehene Auflage 1967. 9., durchgesehene Auflage 1969
- Marcus Tullius Cicero. Auswahl aus De re publica und anderen philosophischen Schriften. Teil B: Erläuterungen. Frankfurt am Main 1955. 2. Auflage 1957. 3. Auflage 1958. 4. Auflage 1960. 5. Auflage 1961. 6. Auflage 1963. 7., durchgesehene Auflage 1966. 8., durchgesehene Auflage 1968. 9., durchgesehene Auflage 1971
- Römisches Menschentum. Texte von Nepos, Cicero, Livius, Plinius und Tacitus. Teil A: Text. Frankfurt am Main 1959. 2., durchgesehene Auflage 1962. 3., durchgesehene Auflage 1969. 4., durchgesehene Auflage 1974
- Römisches Menschentum. Texte von Nepos, Cicero, Livius, Plinius und Tacitus. Teil B: Erläuterungen. Frankfurt am Main 1960. 2., durchgesehene Auflage 1963. 3., durchgesehene Auflage 1971
- Cicero und seine Welt. Auswahl aus den Briefen. Teil A: Text. Teil B: Erläuterungen. Frankfurt am Main 1962
- Monumenta. Gestalten und Bilder vom römischen Forum. Teil A: Text. Frankfurt am Main 1964. 2., durchgesehene Auflage 1970
- Monumenta. Gestalten und Bilder vom römischen Forum. Teil B: Erläuterungen. Frankfurt am Main 1965. 2., durchgesehene Auflage 1971